# Hypamblys carmenae
Hypamblys carmenae är en stekelart som beskrevs av Ian D. Gauld 1997. Hypamblys carmenae ingår i släktet Hypamblys och familjen brokparasitsteklar. Inga underarter finns listade i Catalogue of Life.